# Janty Yates
Janty Yates (1950) é um figurinista estadunidense. Venceu o Oscar de melhor figurino na edição de 2001 por Gladiator.